# آندره شامسون
آندره شامسون (به فرانسوی: André Chamson) رمان‌نویس قرن بیستم میلادی اهل فرانسه بود.